# Chiesa di San Barnaba (Venezia)
La chiesa di San Barnaba è un edificio religioso della città di Venezia ubicato nel campo omonimo, nel sestiere di Dorsoduro, non lontano da Ca' Rezzonico e dal ponte dei Pugni. 

## Storia
La tradizione ritiene che la chiesa fosse stata fondata nel 936 dalla famiglia Adorni. In realtà, pare che l'attuale edificio si sia sviluppato su una precedente chiesa di San Lorenzo risalente all'inizio del IX secolo. Non è chiaro quando divenne parrocchiale: probabilmente poco dopo la sua fondazione o forse nell'XI secolo, periodo in cui si andò a delineare l'organizzazione ecclesiastica della città. Era filiale di Santa Maria Zobenigo.
A causa dei numerosi incendi, subì diversi rifacimenti sino alla consacrazione del 6 dicembre 1350, ad opera del vescovo di Suda su licenza del vescovo di Castello Nicolò Morosini. L'edificio assunse poi l'aspetto attuale nel 1779, quando fu completata l'opera di rinnovamento iniziata nel 1749 su progetto di Lorenzo Boschetti esemplata sulla chiesa dei Gesuati del suo maestro Massari. 
La parrocchia era amministrata da un capitolo che comprendeva due preti titolari, un diacono e un suddiacono. Col tempo, tuttavia, l'amministrazione fu affidata a un solo parroco, talvolta assistito da un sacrista. 
Nel 1810, in pieno dominio napoleonico, la parrocchia fu soppressa e il suo territorio fu annesso alla nuova parrocchia dei Carmini di cui la chiesa divenne succursale. Nel tardo Novecento è stata riconvertita in spazio espositivo permanente dedicato alle macchine di Leonardo da Vinci.

## Descrizione
La facciata, eretta nel 1749, è in stile classicheggiante con alte colonne in stile corinzio e timpano su disegno di Lorenzo Boschetti.
L'interno possiede una struttura a navata unica, con sei altari laterali, tre a destra e tre a sinistra, tutti ornati da dipinti tranne uno, e un presbiterio a pianta quadrata.
Le opere pittoriche presenti sugli altari laterali sono:
- Primo altare a destra: Nascita della Vergine, pala realizzata da Antonio Foler alla fine del XVI secolo.
- Secondo altare a destra: i Santi Bernardino, Chiara e Margherita da Cortona, dipinto su tavola del XVI secolo originariamente ospitato nella chiesa dei Riformati di Conegliano e attribuito a Francesco Beccaruzzi.
- Terzo altare a destra: Sant'Antonio di Padova, pala del XVIII secolo di Giuseppe De Gobbis.
- Primo altare a sinistra: Sacra Famiglia, attribuito a Paolo Veronese.
- Secondo altare a sinistra: i Santi Jacopo, Francesco e Antonio Abate, pala del primo Cinquecento nello stile della scuola del Giorgione attribuita agli artisti bresciani Giovanni e Bernardo d'Asola, proveniente anch'essa dalla chiesa dei Riformati di Conegliano. La pala è completata da una lunetta rappresentante la Pietà tra i santi Giuseppe e Nicodemo, che probabilmente faceva parte di un dipinto diverso.

Sulle pareti laterali del presbiterio sono presenti due tele di Jacopo Palma il Giovane, l'Ultima Cena e la Salita al Calvario, mentre sopra l'altare maggiore si trova una pala raffigurante San Barnaba e santi di scuola tizianesca e dall'attribuzione incerta tra Damiano Mazza e Dario Varotari il Vecchio.
Sul soffitto sono presenti due grandi affreschi entrambi risalenti al XVIII secolo e attribuiti a Costantino Cedini: La Fede, sulla volta sopra l'altare maggiore, e la Gloria di san Barnaba sul soffitto della navata.
A completamento del complesso, in posizione molto arretrata e staccato dalla chiesa, è il campanile in mattoni in stile romanico, con cella campanaria quadrata ornata da una trifora per ogni lato e sormontata da una cuspide conica. La struttura risale all'XI secolo e culmina in una cuspide conica, attorniata da quattro gugliette, che fu ultimata duecento anni più tardi.

## Filmografia
Nel film Indiana Jones e l'ultima crociata la chiesa (solo negli esterni) è stata utilizzata per ambientarvi una immaginaria biblioteca (gli interni furono in realtà filmati in un teatro di posa). Il campo San Barnaba antistante la chiesa è stato usato per girare la scena del film nella quale il protagonista, dopo essere penetrato negli (inesistenti) sotterranei, esce da un tombino al centro del campo.